# تیموخاریس
تیموخاریس یا تیموخاریس اسکندریه‌ای؛ (به یونانی: Τιμόχαρις یا Τιμοχάρης، از نسل Τιμοχάρους)، (به انگلیسی: Timocharis)، زیسته (۳۲۰ تا ۲۶۰ پیش از میلاد)، یک ستاره‌شناس و فیلسوف یونانی بود. او به احتمال زیاد در اسکندریه به دنیا آمده، و معاصر اقلیدس بوده‌است. در مورد تیموخاریس شناخت کمی در دست است و آن نقل قول‌هایی از بطلمیوس در کتاب المجسطی است. این نقل قول‌ها نشان می‌دهند که تیموخاریس در طول دهه‌های ۲۹۰ و ۲۸۰ پیش از میلاد در اسکندریه به کار مشغول بوده‌است. بطلمیوس فهرستی از میل؛ (معادلِ آسمانی عرض جغرافیایی)، از ۱۸ ستاره را به عنوان کار ثبت‌شده توسط تیموخاریس یا آریستولوس در حدود سال ۲۹۰ پیش از میلاد ثبت کرده‌است. بین سال‌های ۲۹۵ و ۲۷۲ پیش از میلاد، تیموخاریس چهار اختفاء ماه و عبور سیارهُ زهره را از برابر یک ستاره ثبت کرده‌است. این با استفاده از هر دو تقویم مصری و آتنی ثبت گردیده‌است. عبور ستاره‌ایِ مشاهده شدهُ زهره می‌تواند در ۱۲ اکتبر ۲۷۲ پیش از میلاد؛ زمانی که این سیاره در عرض ۱۵ دقیقه قوس از ستارهُ زاویه عذرا قرار داشته، رخ داده‌باشد.
مشاهدات تیموخاریس در زمرهُ قدیمی‌ترین سوابق ثبت شدهُ یونان باستان است که می‌تواند با توجه به زمان وقوع یک پدیدهُ تاریخیِ مشخص تأیید شود. تنها سوابق ثبت انقلاب تابستانی از ۴۳۲ سال پیش از میلاد اوکتمون و متون است که از این نظر از مشاهدات تیموخاریس فراتر رفته‌است.

## کار
تیموخاریس در یک رصدخانهُ نجومی که به احتمال زیاد بخشی از کتابخانهُ اسکندریه بوده با آریستولوس کار کرده‌است. تجهیزات نجومی آنان می‌بایست ساده می‌بوده، به احتمال زیاد متشکل از اشاره‌گرها، ساعت‌های آفتابی و حلقه‌دار (استرلاب گوی‌شکل). این دو ستاره‌شناس با آریستارخوس ساموسی معاصر بوده‌اند، اما از بودن ارتباط بین تیموخاریس و آریستارخوس گواهی در دست نیست.
در طول مشاهدات اخترشناسی خود، تیموخاریس موقعیت قرار گرفتن ستارهٔ بی‌ژوبین را ۸ درجهٔ غربی از اعتدالین پاییزی ثبت کرده‌بود. بعدها، ابرخس (هیپارخوس) در مشاهدات خود ستارهٔ بی‌ژوبین را تنها در ۶ درجهٔ غربی از اعتدال پاییزی یافت. هیپارکوس بر اساس محاسبهٔ سوابق ماه‌گرفتگی‌های پیشینِ تیموخاریس دریافت که طول جغرافیایی ستارگان با گذشت زمان تغییر کرده‌است، او توانست به استنباط پدیدهٔ حرکت تقدیمی برسد و مقدار آن را برابر با «نه کم‌تر از یک‌صدم درجه در سال» برای نخستین بار تعیین کند.
تیموخاریس در نزدیک به ۳ سده پیش از میلاد، با کمک آریستولوس، نخستین کاتالوگ ستاره در جهان غرب را ایجاد کرده‌است. از او همچنین به عنوان نخستین اخترشناسی که به صورت ثبت شده به سیارهٔ تیر (عطارد) اشاره کرده، یاد شده‌است.
در ماه دهانهُ تیموخاریس به نام او نام‌گذاری شده‌است..